# Camellia crapnelliana
Camellia crapnelliana oder Crapnell’s camellia (chinesisch 紅皮糙果茶, Pinyin Hóngpí cāoguǒ chá oder 克氏茶,  Kèshì chá), ist eine Pflanzenart aus der Gattung der Kamelien (Camellia) aus der Familie der Teestrauchgewächse. Die seltene Art kommt in Hongkong und Teilen von Südchina vor.

## Entdeckung
Die Art wurde 1903 erstmals von William James Tutcher (1867–1920), Leiter des Botanischen Gartens, am Mount Parker in Hongkong entdeckt und beschrieben; seiner Zeit wurde nur eine einzige Pflanze gefunden. Weil sie nur schwer gepfropft werden kann, sind bis heute auch nur wenige Exemplare in Kultur.

## Merkmale
Camellia crapnelliana ist ein kleiner, immergrüner Baum mit einer Wuchshöhe von etwa 5–10 Meter, manchmal aber auch nur ein kleiner Strauch mit bis 2 Meter Höhe. Die glatte Borke ist orange- bis gräulich-braun.
Die einfachen und wechselständigen Laubblätter sind kurz gestielt und dicklich-ledrig. Sie sind kahl, eiförmig bis verkehrt-eiförmig oder elliptisch, abgerundet bespitzt bis zugespitzt oder spitz und mehr oder weniger fein abgerundet gezähnt oder gesägt sowie etwa 9–15 cm lang und 4–6 cm breit.
Die einzeln oder zu zweit erscheinenden Blüten sind achsel- oder endständig. Die großen, fast sitzenden und zwittrigen Blüten mit doppelter Blütenhülle sind weiß, mit 6–8 leicht knittrigen, basal verwachsenen Petalen und einem Durchmesser von 5–10 cm. Es sind bis zu 7–13 bootförmige, ledrige und außen behaarte Kelch- und Deckblätter (Perule) vorhanden. Sie blühen im November bis Dezember. Die vielen, relativ kurzen Staubblätter sind im unteren Teil verwachsen. Der dicht behaarte Fruchtknoten ist oberständig mit 3–5 (fast) freien Griffeln mit gelappten Narben.
Die rundliche, bräunliche, mehrkammerige und -samige Kapselfrucht mit „Perulenresten“ und schuppiger, schorfiger und dicker Schale erreicht einen Durchmesser von 5–10 cm. Die braunen Samen sind bis 2 cm groß und kahl.
Der Chromosomenzahl beträgt 2n = 30.

## Verbreitung
Die Art kommt in Hongkong am Mount Parker und in Mau Ping (茅坪) am Ma On Shan (馬鞍山) vor. Exemplare wurden auch aus Guangdong, Guangxi, Fujian, Jiangxi und Zhejiang gemeldet.
Camellia crapnelliana wurde 1968 in Japan eingeführt, aber nur wenige Pflanzen konnten gezogen werden. Pfropfunterlage sind für gewöhnlich Camellia japonica oder Camellia sasanqua.

## Verwendung
Das Öl der Samen ist essbar (Teesamenöl), wie von einigen anderen Camellia-Arten auch, und es kann auch für kosmetische und medizinische Zwecke eingesetzt werden (Kamelienöl).

## Schutz
In Hongkong ist Camellia crapnelliana gemäß Forests and Countryside Ordinance; Forestry Regulations Cap. 96A, eine geschützte Art.